# 阿尔伯特桥 (格拉斯哥)

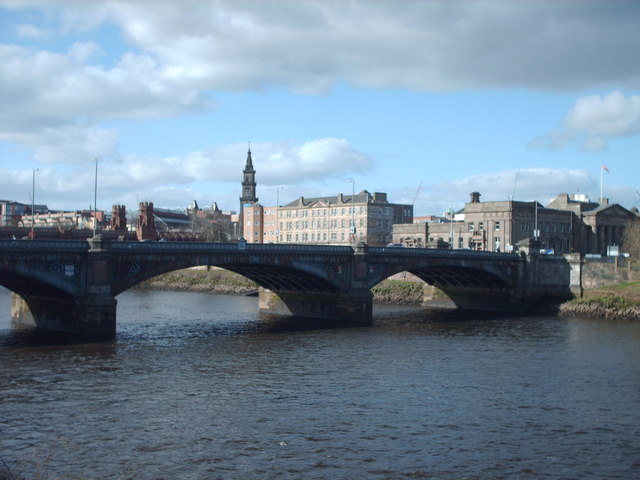

阿尔伯特桥（英語：Albert Bridge）是苏格兰格拉斯哥的一座跨过克萊德河的公路桥建成于1871年，以维多利亚女王的丈夫阿尔伯特亲王命名。 